# Borrindo

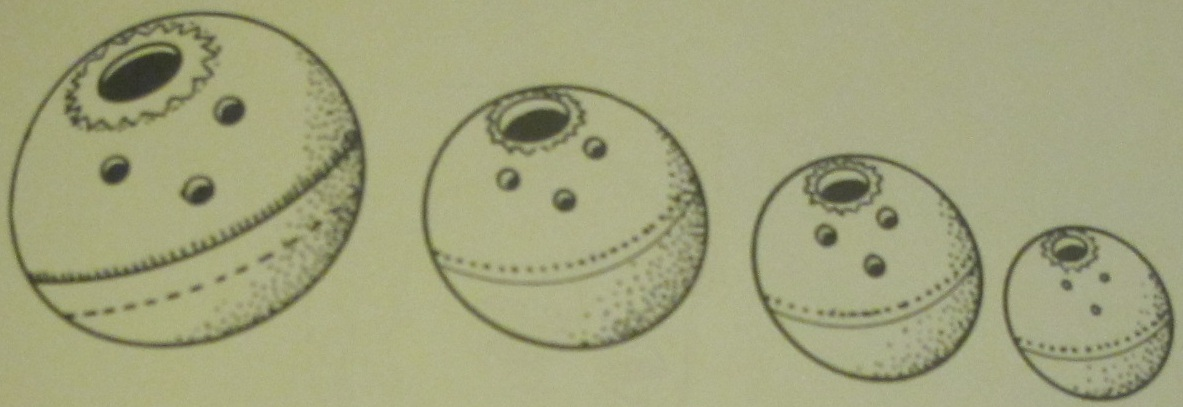
Dessin de borrindos.

Le borrindo est un instrument de musique pakistanais. C'est un ancien instrument à vent globulaire ressemblant à un ocarina. On le trouve dans la vallée recouverte du limon de l'Indus, dans le Sind.

## Facture
Il est façonné à partir d'argile (cuite ou non), avec 4 trous, dont un plus gros pour souffler et trois similaires équidistants pour jouer. Les enfants sont capables d'en fabriquer de petites tailles.

## Jeu
On y joue le folklore sindhi.

## Liens
- (en) Photo
- (en) Article